# Étang du Puits
L'étang du Puits est un étang artificiel français situé sur le territoire des communes d'Argent-sur-Sauldre et Clémont, dans le département du Cher, et de Cerdon, dans le département du Loiret en région Centre-Val de Loire.
Il s'agit du plus grand étang de la région naturelle de Sologne avec sa superficie de 1,8 km2 et sa profondeur de 7,65 m à la digue.

## Géographie
L'étang est situé dans la région naturelle de Sologne sur le territoire de trois communes, Argent-sur-Sauldre et Clémont, dans le Cher et Cerdon dans le Loiret.
Il est bordé par la route départementales 765 au nord et 176E à l'ouest ainsi que par le sentier de grande randonnées GR3C à l'ouest et au sud-ouest.

## Histoire

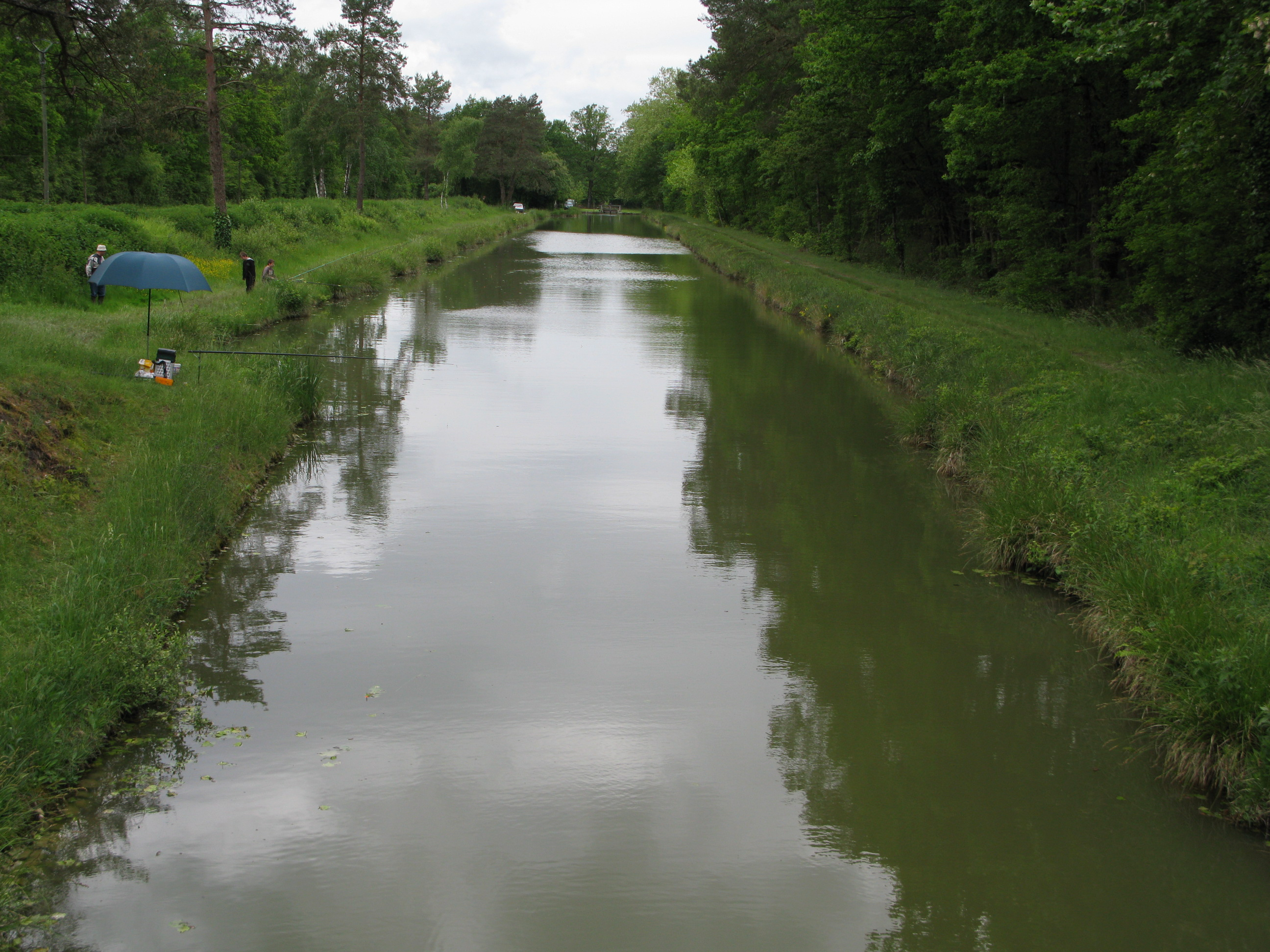
Le canal de la Sauldre à Clémont.

L'étang du Puits est creusé sous le Second Empire en 1864 par l'ingénieur Charles Auguste Machart et finalisé en 1870 sous le règne de l'empereur Napoléon III.
L'étang sert à l'origine de réservoir au canal de la Sauldre situé vers l'écluse des Fouchères. Alimenté par celui-ci, l'étang lui fournit l'eau lorsque le niveau du canal n'était plus assez élevé pour la navigation.
Le plan d'eau est utilisé pour les loisirs. Il s'y tient une fête le 15 août avec ses concours de pêche, catégorie femmes et hommes. Le seul moyen de transport qui permet d'y accéder est le bateau, plus particulièrement les flûtes berrichonnes qui naviguent sur le canal depuis Argent-sur-Sauldre.
Le site est classé le 12 juillet 1965, et ajouté à l'inventaire.
En 2003, après la découverte d'une fuite dans la digue, d'importants travaux sont entrepris et l'étang est mis à sec. Il ne retrouve sa superficie initiale que 5 ans plus tard.

## Description
Sur le fond est de l'étang se trouvent les restes d'une construction en brique visible en période de très bas niveau. Il pourrait s'agir d'une ferme ou d'une tuilerie ancienne (alignement de sept tas arasées de briques a été découvert). Ces vestiges prouvent qu'avant le remplissage de l'étang la vie s'y était installée ; la forêt environnante porte le nom évocateur de « Bois aux Moines ».
Le site propose une activité de loisir avec la pratique de la navigation à voile, du ski nautique, des pédalos, des baignades (autorisée en juillet et en août, l'après-midi) sous la surveillance d'une maître-nageur et de la pêche. L'étang héberge plus de 20 espèces de poissons (brochets, carpes, perches, anguilles, sandres...).

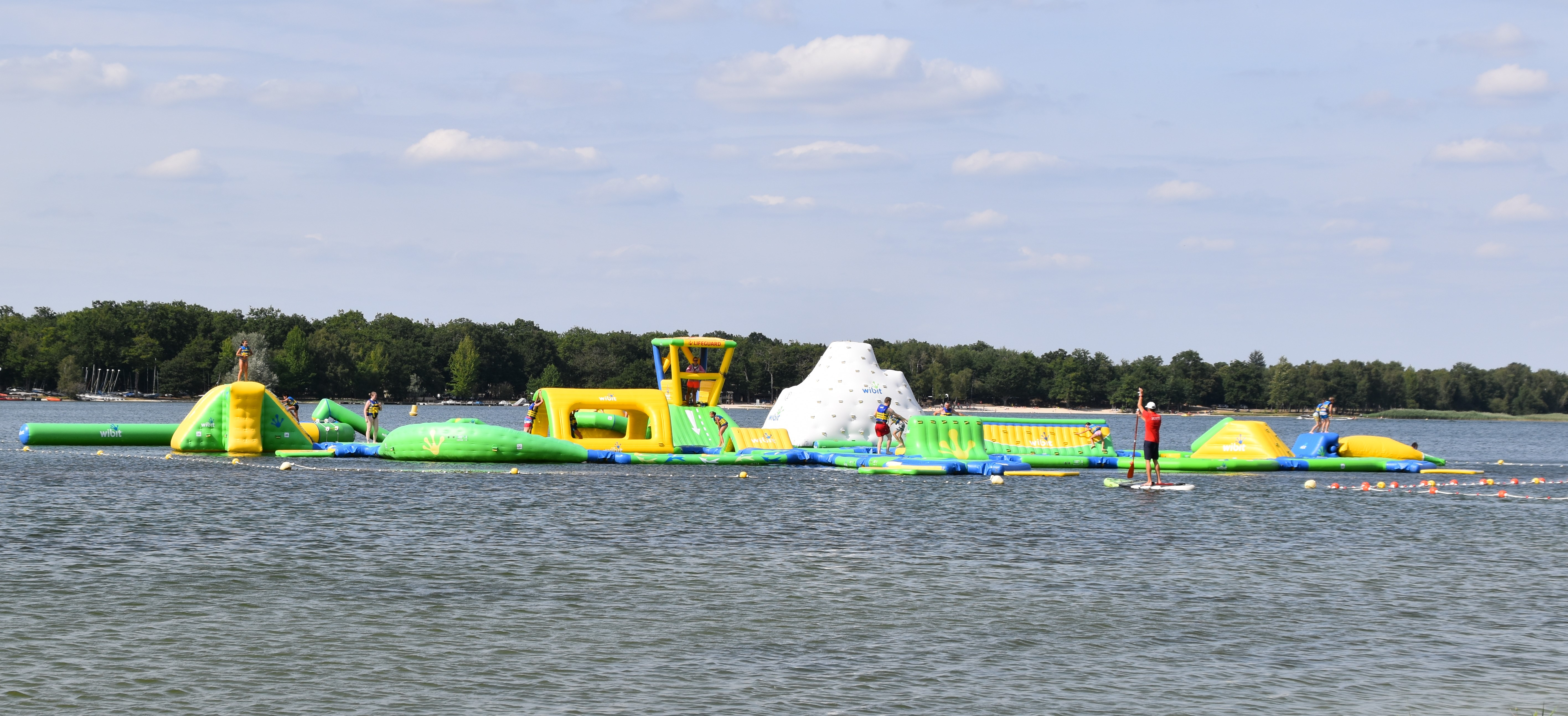
Le parc aquatique d'Argent-sur-Sauldre, à l'Étang du Puits.

La rive nord a été déclarée par le conseil général du Loiret « parc départemental » et a été aménagée de manière à pouvoir accueillir le public. Des aires de pique-nique, des jeux pour les enfants, des sanitaires, un bureau d'accueil ont été installés. On peut trouver sur place de quoi se restaurer.
Plusieurs essences solognotes sont présentes sur le site tels que le chêne, le châtaignier, le sapin, le bouleau, le saule, le genêt, la fougère aigle ou la bruyère caulne. Cette végétation abrite une faune sauvage variée, on peut notamment y observer plusieurs espèces d'oiseaux telles que le héron cendré, le grèbe huppé, le cormoran, le canard colvert, la foulque macroule, le cygne tuberculé ou la mouette rieuse.